# Abbaye Sainte-Marie-Madeleine de Marseille
L'abbaye Sainte-Marie-Madeleine (Abbatia Sanctae Mariae Magdalenae de Massilia) est une abbaye bénédictine de la congrégation de Solesmes fondée à Marseille en 1865 par Dom Prosper Guéranger qui avait relevé l'abbaye de Solesmes trente ans plus tôt. Elle existe toujours en tant que communauté, mais n'est plus à Marseille.

## Histoire
Elle reçoit le titre d'abbaye en 1876. La communauté est expulsée par les lois anti-congrégationnistes de la Troisième République en 1901. Elle s'exile en Italie, d'abord à San Remo en Ligurie, puis à Acquafredda (province de Brescia) et enfin à Chiari de 1910 à 1922. Les tensions s'étant apaisées avec les autorités politiques à cause du sang des prêtres versé pendant la Première Guerre mondiale, la communauté peut rentrer en France et s'installe à l'abbaye d'Hautecombe au bord du lac du Bourget en Savoie, puis à cause des incommodités du tourisme à l'abbaye de Ganagobie en 1992,. Les murs de Ganagobie lui appartenaient depuis 1891 et servaient de lieu de repos et de retraite pour deux ou trois moines. La communauté compte alors vingt moines.